# گرند باهاما
گرند باهاما (به لاتین: Grand Bahama) یک جزیره در باهاما است که در اقیانوس اطلس واقع شده‌است.

## خصوصیات
گرند باهاما ۵۱٬۷۵۶ نفر جمعیت دارد و ۱۲٫۱۹ متر بالاتر از سطح دریا واقع شده‌است.

## نگارخانه

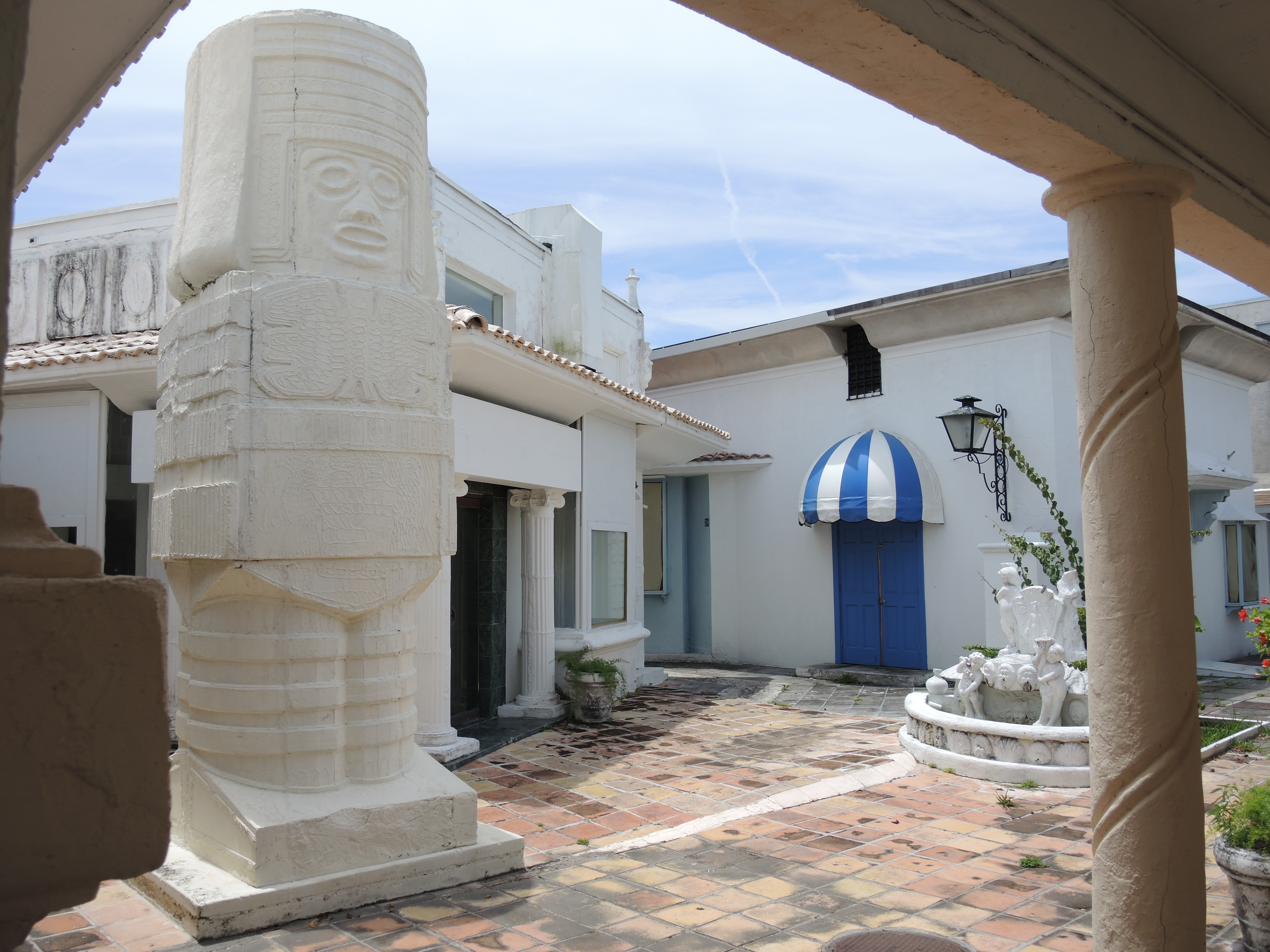
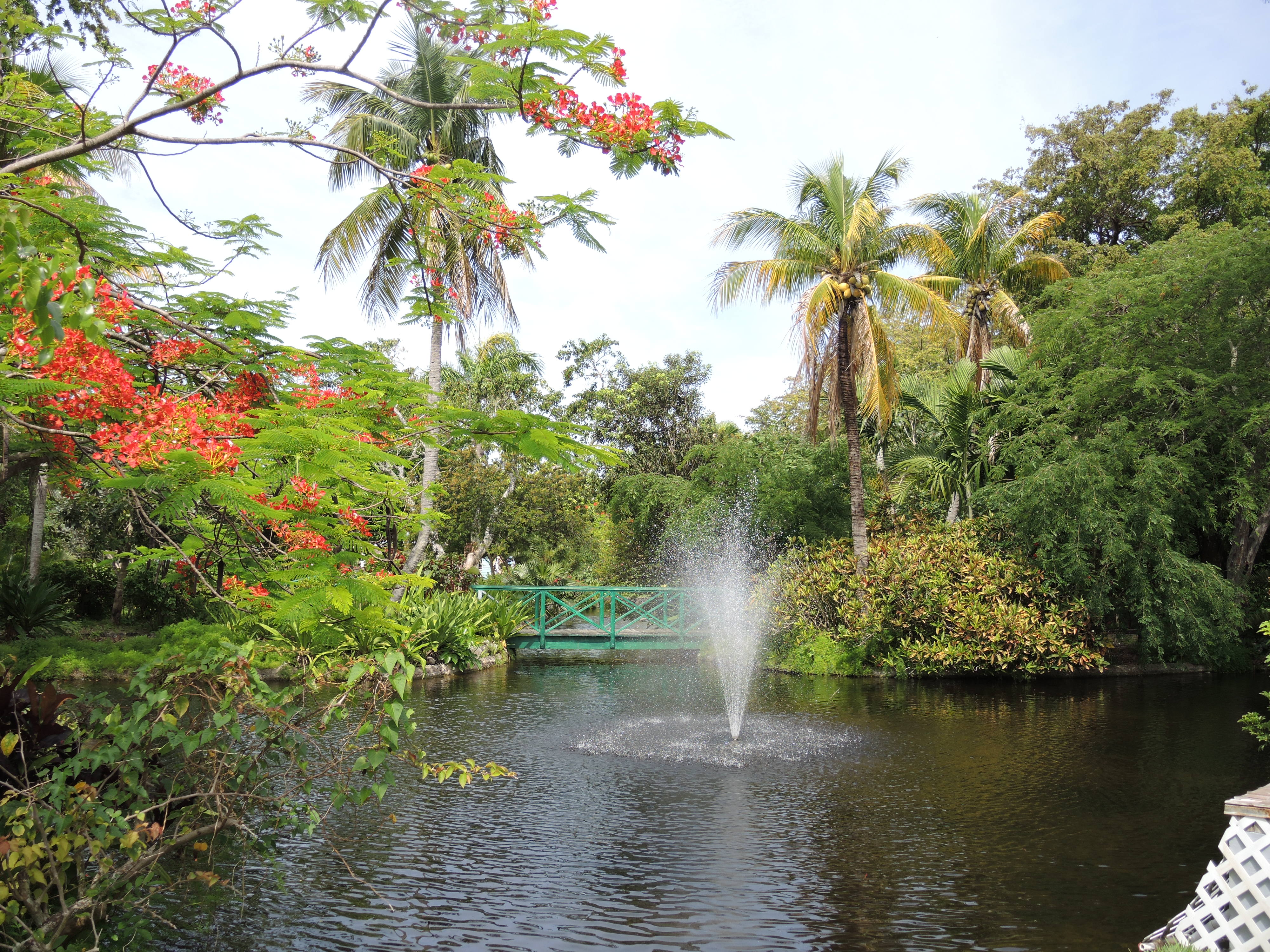
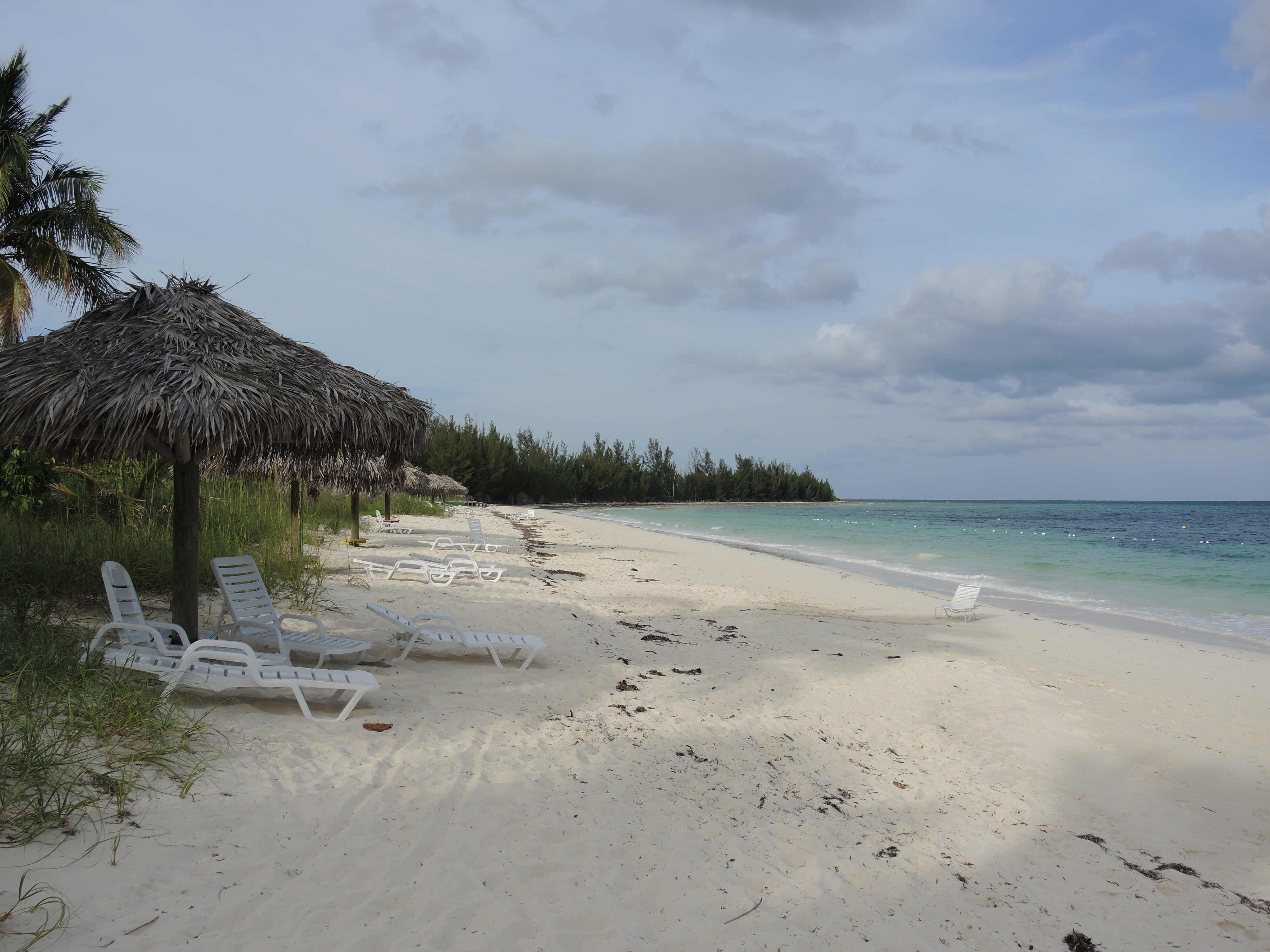
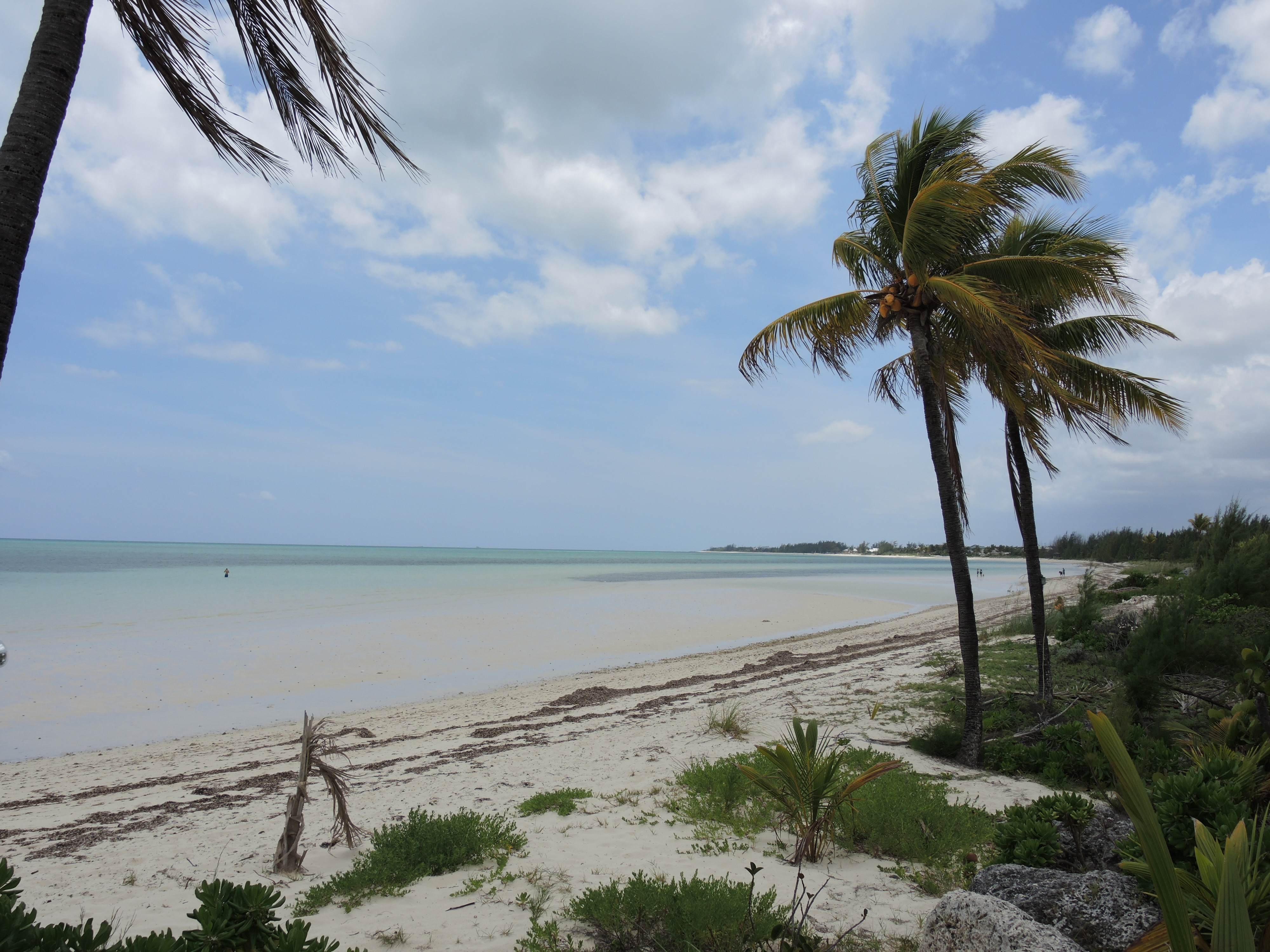
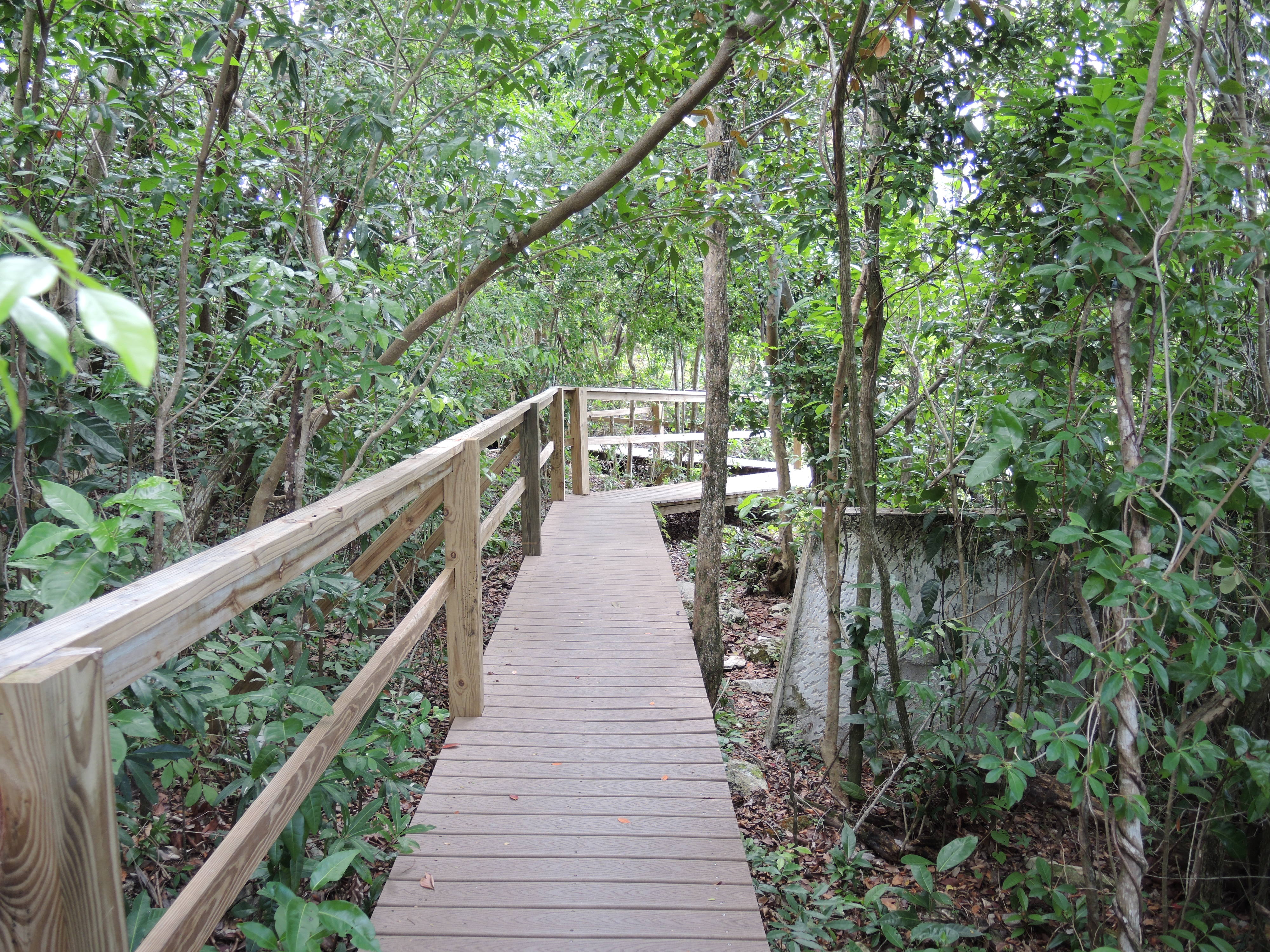
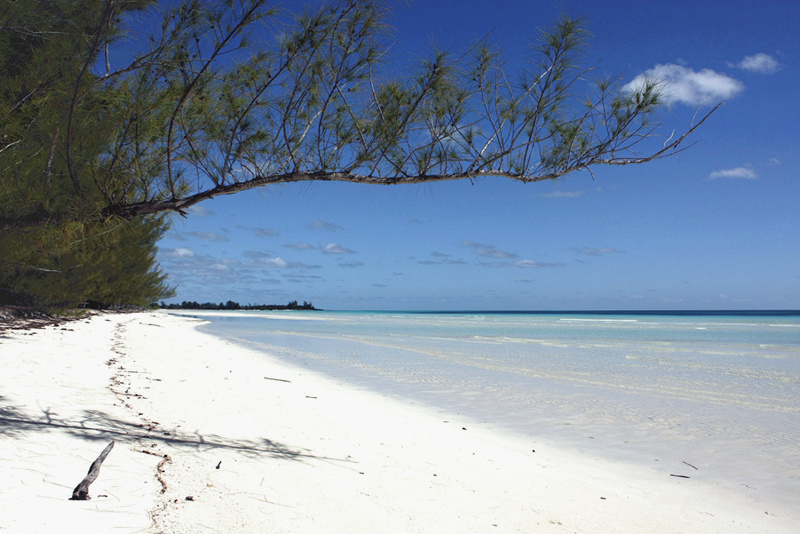